# Жінки України (біографічний словник)
«Жінки́ Украї́ни» — біографічний енциклопедичний словник про видатних українських жінок минулого та сьогодення.
Виданий 2001 року в Києві.
У словнику вміщено понад 2500 довідок про життя і діяльність відомих українськиї жінок, які працювали і працюють у галузі духовного, суспільно-політичного, економічного і господарського життя України.
Укладачі: Л. Г. Андрієнко, канд. біол. наук; С. А. Бакута, канд. хім. наук; І. Д. Зосимович, канд. фіз.-мат. наук; Т. Г. Кондрацька; О. П. Костишина, канд. хім. наук; М. С. Орлик; Т. М. Осінська; Ю. В. Павленко, доктор філософю наук; Л. О. Шкуль; В. Я. Романцова, канд. біол. наук; Т. П. Руда, доктор мистецтвознавства, З. О. Сильченко, канд. істор. наук; С. А. Хорошева, канд. техн. наук; Ю. О. Храмов, доктор фіз.-мат. наук; Ю. М. Юрченко.

## Бібліографічний опис
Жінки України: Біографічний енциклопедичний словник / Укладачі: Л. Г. Андрієнко та ін.; редколегія: М. А. Орлик (гол. редактор) та ін. — Київ: Фенікс, 2001. — 560 с.; 2180 іл. — ISBN 966-651-002-2.